# Greschik Gyula
Greschik Gyula (Lőcse, 1904. június 14. – Budapest, 1982. augusztus 25.) gépészmérnök, egyetemi tanár.

## Életpályája
1928-ban diplomázott a budapesti Műegyetem Gépészmérnöki Karán. 1928–1938 között a Ganz Hajógyár emelő- és szállítóberendezések tervezési osztályán kezdte pályáját mint tervező gépészmérnök; 1938–1944 között főmérnök, 1944–1946 között osztályvezető, 1946–1949 között cégvezető főmérnök volt. 1939–1951 között a budapesti József Nádor Műszaki és Gazdaságtudományi Egyetem, illetve a Budapesti Műszaki és Gazdaságtudományi Egyetem Gépészmérnöki Kar Gépszerkezettani Tanszék tanársegéde, előadó tanára volt. 1949–1951 között az Állami Ipari Tervező Iroda Darutervezési Főosztályát vezette. 1951–1954 között a Darutervező Iroda, illetve az Állami Ipari Tervező Iroda Darutervezési Főosztályának műszaki vezetője volt. 1952–1960 között a Budapesti Műszaki és Gazdaságtudományi Egyetem Gépészmérnöki Kar Emelőgépek és Szállítóberendezések Tanszék, illetve az Építő- és Anyagmozgató Gépek Tanszék címzetes egyetemi tanára volt. 1954–1960 között a Kohó- és Gépipari Minisztérium Tervező Iroda (KGMTI) Daru- és Gépszerkesztési Irodájának vezetője volt. 1960–1969 között tanszékvezető egyetemi tanár volt. 1969–1971 között egyetemi tanárként dolgozott. 1971-ben nyugdíjba vonult, de 1975-ig még oktatott.

### Munkássága
A Ganz Hajógyárban több gépipari terméket tervezett, egyebek közt a háborút követő újjáépítésekhez használt úszódarut. Több külföldi és hazai lapban jelentek meg írásai. Fontos tudományos munkát végzett egyetemi jegyzeteinek megírásában. Alapvetően új eredményeket ért el a magyarországi anyagmozgató- és emelőgépek tervezése terén, számos darukonstrukció, nagy teljesítményű úszó-, portál- és kikötői daru, és bányászati szállítóberendezés drótkötélpálya gabonatárházi berendezés tervezése fűződik nevéhez. 1945 után fontos szerepet játszott a hídroncsok kiemelésében és a Duna-hidak helyreállításában közreműködő nagy teherbírású úszódaruk, illetve úszó-forgódaruk tervezése terén. Irányításával jött létre a Budapesti Műszaki Egyetemen az anyagmozgatógépek laboratóriuma.

## Családja
Szülei: Greschik Gyula és Beck Julianna voltak. Testvére: Rainer Valérné Greschik Rózsa és Janovszky Istvánné Greschik Júlia volt. Első felesége Mikolik Lenke tanítónő volt. Második felesége Arany Márta volt. Fia: Greschik Gyula (1936–) építőmérnök, geológus. Unokája: Greschik Gyula (1962–) építőmérnök.
Sírja a Farkasréti temetőben található.

## Művei
- 100 tonnás úszódaruk (Magyar Technika, 1946)
- A 100 tonnás úszó-forgó daru (Vas- és Fémmunkás, 1947)
- Közlekedési alagutak (Budapest, 1955)
- Emelőgépek (egyetemi jegyzet, Budapest, 1958; 1962)
- Szállítógépek (egyetemi jegyzet, Budapest, 1958; 1962)
- Emelő- és szállítógépek gyártása (társszerzőkkel, Budapest, 1963)
- Tervezési segédlet az Emelőgépek című jegyzethez (Budapest, 1963)
- Anyagmozgató gépek. Tervezési segédlet (Budapest, 1966–1968)
- Válogatott fejezetek az anyagmozgatógépek köréből (Budapest, 1968)
- Tartályok ömlesztett anyag tárolására. – Kötöttpályás haladóművek (Válogatott fejezetek az anyagmozgatógépek köréből (Egyetemi jegyzet; Budapest, 1968; 1970)
- Vonalas létesítmények mérnökgeológiája (Budapest, 1975)
- Engineering geology in designing and consructing of extended linear sited engineering constructions (Bornemissza Tiborral és Molnár Lászlóval, Budapest, 1975)
- Mechanikai és vegyi talajszilárdítási eljárások (Budapest, 1976)
- Anyagmozgató gépek (Budapest, 1977)
- Deep foundations and underground structures (Budapest, 1979)

## Díjai
- Pattantyús-Ábrahám Géza-díj (1959)